# Lauritz Dam
Lauritz Beck Dam  (15. april 1891 i København, begravet den 23. marts 1958 ) var en dansk sporvognskontrollør og atlet. Han var medlem af IF Sparta og i de senere år i AIK 95.
Dam begyndte som fodboldspiller i Boldklubben Viktoria, men hans evner som løber opdagedes ved et atletikstevne for fodboldspillere 1913. Allerede året efter vandt han DM på 1500 meter og gentog dette i alt fire år i træk 1914-1917. På 10.000 meter blev det også til fire DM-titler 1915-1921. Han vandt også cross mesterskabet og dermed Kongepokalen 1915 og Fortunløbet 1917. Han satte 1915-1918 23 danske rekorder på distancer fra 800 meter til 10.000 meter. Han vandt Svenska Spelen på 10.000 meter på Stockholms Stadion 1916, året efter var han verdens hurtigste på distancen med 32,07,5.

## Danske mesterskaber
- Sølv 1924 10.000 meter ?
- Guld 1921 10.000 meter 34,11,0
- Sølv 1921 5000 meter 16,00,1
- Guld 1919 10.000 meter 33,59,5
- Guld 1918 10.000 meter 34,02,0
- Bronze 1918 1500 meter 4,17,0
- Guld 1917 1500 meter 4,19,1
- Guld 1916 1500 meter 4,16,6
- Bronze 1916 10.000 meter 34,10,?
- Guld 1915 1500 meter 4:,21,0
- Guld 1915 10.000 meter 33,21,0
- Guld 1915 15km cross 1,04,42
- Guld 1914 1500 meter 4,22,8

## Danske rekorder
| - 2,03,3 1915 - 1,59,6 1917 (Første dansker under 2 min) - 2,39,6 1916 - 4,11,3 25. juli 1915 Helsingfors - 4,10,0 1917 - 4,08,4 25. juli 1917 København | - 4,30,8 1915 - 4,27,8 1917 - 5,46,2 1916 - 8,56,9 1915 - 8,56,2 1916 - 8,52,7 1916 - 8,49,7 1917 | - 15,41,0 1915 - 15,32,1 9. august 1915 Stockholm Stadion - 15,30,4 1917 - 15,22,5 31.juli 1917 København - 32,36,8 1915 - 32,13,7 11. juli 1916 Stockholm Stadion - 32,07,5 25. august 1917 Gøteborg - 32,07,2 13. juli 1918 Malmø |